# Lisa (Lisa)
Lisa è un album pubblicato nel 1998 della cantante Lisa, con etichetta della PPM.

## Descrizione
Si tratta dell'album di debutto di Lisa, uscito nel 1998 durante la sua partecipazione al Festival di Sanremo dove si classificò seconda tra i Giovani e terza fra i Big con il brano Sempre. Con la canzone Se aveva preso parte nel novembre 1997 a Sanremo Giovani ottenendo il secondo posto e la qualificazione al Festival vero e proprio.
Questo album fu prodotto, scritto e arrangiato da Maurizio Fabrizio con il supporto, tra gli altri, del paroliere Guido Morra e di Salvatore Fabrizio.
Oltre a Sempre furono estratti altri due singoli, Un fiore in te, cover del brano del 1986 Just to See Her di Smokey Robinson, e Domani.

## Tracce
1. Sempre – 4:00 (testo: Guido Morra – musica: Maurizio Fabrizio)
2. Domani – 3:30 (testo: Guido Morra – musica: Maurizio Fabrizio, Michael Saxell)
3. Se – 3:34 (testo: Guido Morra – musica: Maurizio Fabrizio)
4. Un fiore in te – 4:23 (testo: Lou Pardini, Annalisa Panetta – musica: Jimmy George)
5. Nei sogni miei – 4:19 (testo: Dino Panetta – musica: Lisa Stansfield)
6. Fortuna – 4:43 (testo: Frank Musker, Dino Panetta – musica: Richard Darbyshire)
7. Per non pensare ancora a te – 4:22 (testo: Guido Morra – musica: Maurizio Fabrizio)
8. Verso il sole – 4:11 (testo: Frank Musker, Annalisa Panetta – musica: Richard Darbyshire)
9. Senti – 4:22 (testo: Salvatore Fabrizio – musica: Maurizio Fabrizio)
10. Se (reprise) – 1:20 (testo: Guido Morra – musica: Maurizio Fabrizio)

## Formazione
- Lisa – voce
- Gigi Cappellotto – basso
- Andy Surdi – batteria
- Maurizio Fabrizio – chitarra, tastiera
- Elio Rivagli – batteria
- Claudio Guidetti – chitarra, basso
- Fabrizio Lamberti – tastiera
- Roberto Ferrante – tastiera

## Classifiche
| Classifica (1998) | Posizione |
| ----------------- | --------- |
| Italia            | 25        |